# South African Music Awards
I South African Music Awards (in sigla SAMA) sono dei premi musicali che si tengono annualmente in Sudafrica, organizzati in collaborazione con la Recording Industry of South Africa, l'industria musicale sudafricana, a partire dal 1995.

## Categorie

### Categorie principali
- Miglior collaborazione
- Rivelazione dell'anno
- Video musicale dell'anno
- Artista con il maggior numero di vendite
- DVD più venduto

### Categorie di genere
- Artista femminile dell'anno
- Artista maschile dell'anno
- Miglior album maskandi
- Miglior album di musica contemporanea
- Miglior album di musica tradizionale
- Miglior album jazz
- Miglior album afro pop
- Miglior album reggae
- Miglior album africano di musica contemporanea per adulti
- Miglior album di musica contemporanea per adulti
- Miglior album kwaito
- Miglior album pop
- Miglior album hip hop
- Miglior album R&B/soul
- Miglior album alternativo
- Miglior album di musica classica
- Miglior album reggae

### Categorie speciali
- Rest of Africa
- Premio alla carriera